# Passage du Génie
Passage du Génie är en passage i Quartier de Picpus i Paris tolfte arrondissement. Gatan är uppkallad efter skulpturen Le Génie de la Liberté, som kröner Colonne de la Bastille. Passage du Génie börjar vid Rue du Faubourg-Saint-Antoine 248 och slutar vid Boulevard Diderot 95.

## Omgivningar
- Église Saint-Éloi
- Chapelle de la Fondation Eugène Napoléon
- Impasse Baronnet
- Impasse Mousset
- Cour d'Alsace-Lorraine
- Square Saint-Éloi
- Square Saint-Charles
- Cour Saint-Éloi
- Rue Claude-Tillier

## Bilder
| - Passage du Génie. - Gatuskylt. - Le Génie de la Liberté. - Église Saint-Éloi. |

## Kommunikationer
- Tunnelbana – linjerna   – Reuilly – Diderot
- Busshållplats Pierre Bourdan – Paris bussnät
- Busshållplats Claude Tillier – Paris bussnät

### Webbkällor
- ”Passage du Génie”. Mairie de Paris. https://web.archive.org/web/20160303221441/http://www.v2asp.paris.fr/commun/v2asp/v2/nomenclature_voies/Voieactu/4056.nom.htm. Läst 12 december 2023.
- ”Passage du Génie (12ème arrondissement)”. Les rues de Paris. https://web.archive.org/web/20160409120250/http://www.parisrues.com/rues12/paris-12-passage-du-genie.html. Läst 12 december 2023.